# Tenor Conclave
Tenor Conclave est un album Jazz hard bop sorti en 1956 sous le label Prestige.

L'album original créditait Hank Mobley, Al Cohn, John Coltrane and Zoot Sims, actuellement il est attribué (commercialement) à John Coltrane.

## Titres
1. Tenor Conclave — 11:01
2. Just You, Just Me — 9:35
3. Bob's Boys — 8:16
4. How Deep Is the Ocean? (d'Irving Berlin) — 15:03

## Musiciens
- Hank Mobley, saxophone ténor;
- Al Cohn, saxophone ténor;
- Zoot Sims, saxophone ténor;
- John Coltrane, saxophone ténor;
- Red Garland, piano;
- Paul Chambers, contrebasse;
- Art Taylor, batterie.